# هاينس فوكس
هاينس فوكس (بالألمانية: Hannes Fuchs)‏ هو لاعب كرة الريشة نمساوي، ولد في 9 مارس 1972 في لينتس في النمسا.

## وصلات خارجية
- هاينس فوكس على موقع BWF.tournamentsoftware.com (الإنجليزية)
- هاينس فوكس على موقع BWFbadminton.com (الإنجليزية)
- هاينس فوكس على موقع اللجنة الأولمبية الدولية (الإنجليزية)
- هاينس فوكس على موقع أوليمبيديا (الإنجليزية)